# Политические партии США
Политические партии Соединённых Штатов Америки играют важную роль в политической системе и жизни страны, несмотря на то, что Конституция Соединённых Штатов не регулирует их формирование, структуру и деятельность. Традиционно для США характерна двухпартийная система, когда с середины XIX века в политике доминируют две большие партии.
Политологи и историки делят развитие двухпартийной системы Америки на шесть эпох. Современная двухпартийная система состоит из Демократической и Республиканской партий, которые неизменно побеждают на президентских выборах с 1852 года и контролируют Конгресс Соединённых Штатов с 1856 года. Начиная с 1930-х годов демократы в целом занимают в американской политике позиции чуть левее центра, в то время как республиканцы находятся правее центра.
Помимо двух ведущих партий в США действуют ещё десятки федеральных третьих партий, не считая региональных, но влияния на политику они практически не оказывают. Лишь время от времени кому-нибудь из членов малых партий удаётся добиться избрания в законодательные органы штатов. В некоторых штатах существуют партии пользующиеся реальным влиянием на региональную политику, например, Вермонтская прогрессивная партия.

## История
16 сентября 1787 года на Конституционном конвенте в Филадельфии была принята Конституция США. В ней не было ни слова о политических партиях, которых на тот момент в стране не существовало. Мало того, отцы-основатели молодой североамериканской республики были противниками деления общества на партии. Так, в «Записках федералиста» Александр Гамильтон в 9-й статье и Джеймс Мэдисон в 10-й, писали о вреде внутренних политических фракций. Джордж Вашингтон не был членом какой-либо партии ни на момент своего избрания, ни в течение пребывания на посту первого президента США. Кроме того, он, опасаясь конфликтов и застоя, считал, что «в правительствах народного толка, в избранных правительствах такого рода [партийный] дух не следует поощрять». Тем не менее, необходимость завоёвывать поддержку избирателей на выборах привела к тому, что уже в начале 1790-х годов образовались первые политические партии. Примечательно, что начало американской партийной системы положили именно критики партий, Гамильтон и Мэдисон.

### Первая партийная система

Первая партийная система. Выборы в 1796-1824 гг.

Первой партией США стала Федералистская партия (англ. Federalist Party или Federal Party). Она была создана во время первого президентского срока Вашингтона министром финансов Гамильтоном из своих сторонников, в основном горожан Новой Англии, поддерживавших его политику. Гамильтон выступал за сильное центральное правительство, развитие промышленности и торговли, для чего считал необходимым улучшить отношения с Великобританией, образование Центрального банка. Федералисты контролировали федеральное правительство до 1801 года. В 1796 году федералист Джон Адамс стал первым в истории США партийным президентом и первым главой государства избранным на альтернативной основе. Партия была активна с 1792 по 1816 годы. Полностью прекратила существование в 1820-х годах.
Главным оппонентом федералистов стала Демократическо-республиканская партия (англ. Democratic-Republican Party), созданная в 1792 году Джеймсом Мэдисоном, бывшим соратником Вашингтона и Гамильтона, и Томасом Джефферсоном, занимавшим пост государственного секретаря в первом кабинете президента Вашингтона. После того как в 1800 году Джон Адамс не сумел добиться переизбрания, а федералисты навсегда потеряли большинство в Палате представителей и Сенате, Демократическо-республиканская партия стала доминирующей политической силой в Соединённых Штатах.
Постепенно влияние и мощь джефферсоновских республиканцев росли, в то время как элитарность их оппонентов отталкивала от них избирателей. Сокрушительный удар по федералистам был нанесён в середине 1810-х годов, когда они отказались поддержать Англо-американскую войну 1812—1815 годов, что поставило партию на грань раскола. Разгромное поражение оппозиции на выборах 1816 года и наступившая после него Эпоха добрых чувств (англ. Era of Good Feelings, 1816—1824) положили конец Первой партийной системе. Восемь лет, в течение которых одна партия практически безраздельно царила на политической сцене, привели к тому, что партийная дисциплина потеряла свою актуальность и республиканцы распались на несколько фракций.

### Вторая партийная система

Вторая («джексоновская») система. Выборы в 1828-1852 гг. Коричневый цвет — виги.

В 1828 году раскол в рядах Демократической-республиканской партии положил начало Второй партийной системе. В результате постепенного распада доминирующей партии возникли фракции сторонников президента Джона Куинси Адамса и губернатора Флориды Эндрю Джексона. Первая фракция эволюционировала в Национальную республиканскую партию (англ. National Republican Party), а сторонники Джексона образовали современную Демократическую партию (англ. Democratic Party). После поражения Дж.-К. Адамса на выборах 1828 года национальных республиканцев возглавил влиятельный сенатор от штата Кентукки Генри Клей. Платформой Национальной республиканской партии стала Американская система Клея, которая, в частности предусматривала введение протекционистских тарифов с целью ускорить экономическое развитие страны. Также, партия, рассматривая Соединённые Штаты как органическое целое, ратовала за развитие национального единства и гармонии, обвиняя оппонентов в том, что они ставят местные интересы выше национальных.
На этом процесс партийного строительства не закончился. После того как национальные республиканцы вновь потерпели поражение, теперь на выборах 1832 года, они вошли в коалицию с Антимасонской партией и рядом других политических организаций, образовав впоследствии Партию вигов (англ. Whig Party).
Период Второй партийной системы характеризовался доминированием демократов на политической сцене США, лишь изредка вигам удавалось взять власть в свои руки. На руку демократам играла разношёрстность их соперников, которые не всегда могли договориться между собой. Так, на президентских выборах 1836 года виги выдвинули сразу четырёх кандидатов. Малые партии в тот период популярностью и влиянием не пользовались и не могли составить конкуренцию на выборах демократам и вигам.
Демократы 1830-х—1840-х годов выступали за сильную исполнительную власть и против банка Соединённых Штатов, а также за минимизацию вмешательства государства в экономику и политику. Значительную часть электората партии составляли жители Юга (дикси), она была тесно связана с плантаторами-рабовладельцами и банкирами. Вследствие этого демократы были за сохранение рабства и выступали против протекционизма, не желая торговых войн с Англией, крупнейшим покупателем американского хлопка. Виги, большую часть сторонников которых составляли фермеры и жители промышленных городов Севера, наоборот, провозглашали главенство Конгресса над исполнительной властью и продвигали программу модернизации и экономического протекционизма. Центральными политическими вопросами этого времени стали так называемая Банковская война (англ. Bank War), конфликт между президентом Джексоном и главой Второго банка Николасом Бидлом, который спровоцировал общенациональную рецессию 1834 года, а также «Система добычи» (англ. Spoils system), широко распространённая в то время практика найма и продвижения правительственных служащих из числа своих сторонников.
В конце 1840-х — начале 1850-х годов в США обострились вопросы прав штатов и введения рабства на новых территориях, что привело к расколу Партии вигов. Внутри неё сформировались две фракции: «Совесть» (англ. Conscience), состоявшая из северян и выступавшая за ограничение распространения рабства, и «Хлопок» (англ. Cotton), объединявшая преимущественно южан, поддерживавших введение рабства в новых штатах. Окончательно партия раскололась при обсуждении «Компромисса 1850 года» и «Закона Канзас-Небраска» 1854 года. В результате «хлопковые виги» присоединились к демократам и партия потерпела поражение на президентских выборах 1852 года. В 1854 году большинство северных вигов вступило в новую Республиканскую партию. К 1856 году остатки вигов перешли в Американскую партию (англ. American Party).

### Третья партийная система

Третья система: средние результаты в 1856—1892 гг. Зелёный цвет — популисты в 1892 г., незакрашенные территории не были штатами

Третья партийная система сформировалась в 1854 году после создания Республиканской партии (англ. Republican Party), организованной как объединение противников рабства и выражающей интересы северных штатов, с их промышленными городами и фермерами, в противовес элитарной Демократической партии, традиционно связанной с плантаторами Юга. Республиканцы хотели установить высокие пошлины на ввоз промышленных товаров из Европы и требовали запретить распространение рабства на новых территориях с тем, чтобы в дальнейшем раздавать земли новых штатов бесплатно всем желающим.
На выборах 1860 года демократы раскололись на северную и южную фракции. Не сумев договориться о едином кандидате каждая группа выдвинула своего претендента. Часть демократов и вовсе вышли из партии, основав Партию конституционного союза (англ. Constitutional Union Party) и выдвинув своего кандидата. В результате на выборах победил республиканец А. Линкольн, что спровоцировало отделение южных штатов и Гражданскую войну. После победы северян в войне республиканцы почти 20 лет непрерывно правили США. За время своего доминирования Республиканская партия осуществила многие идеи, предложенные ещё вигами. Среди них учреждение национальных банков, стимулирование железнодорожного строительства, повышение импортных тарифов.

### Четвёртая партийная система

Четвёртая система: средние результаты голосований в 1896—1928 гг.

Четвёртая партийная система существовала с 1896 по 1932 годы. Всё это время основными партиями США по прежнему оставались республиканцы и демократы, с преобладанием первых. Роль малых партий несколько возросла, но по-прежнему оставалась незначительной. Наибольших успехов добились социалисты, чей лидер Юджин Виктор Дебс дважды, в 1912 и 1920 годах, набирал на выборах президента более 900 тыс. голосов, а также Партия сторонников «сухого закона» (англ. Prohibition Party, PRO), чьи кандидаты длительное время стабильно набирали не менее 1 % голосов.
Годы с 1890 до 1920 вошли в историю как «Прогрессивная эра» (англ. Progressive Era) и отличались высокой социальной активностью. Одной из основных целей прогрессивного движения, в которое входили поначалу в основном республиканцы, а позже и многие демократы, была борьба с коррупцией. В результате действий прогрессистов удалось значительно реформировать местное самоуправление, образование, медицину, финансы, страхование, промышленность, транспорт и другие области.
Четвёртая партийная система знаменательна также и начавшейся трансформацией главных политических партий. Если ещё в начале XX века демократы считались консервативной политической силой, в то время как в Республиканской партии преобладали прогрессистские взгляды, то уже в 1910-х годах ситуация начинает меняться, чему способствовал недолгий раскол среди республиканцев и образование в 1912 году Прогрессивной партии (куда ушли более радикальные представители республиканцев), а также то, что демократов возглавил либерально настроенный Вудро Вильсон, дважды избиравшийся президентом. Выборы 1912 г. были единственными, где республиканцы оказались исчезающим меньшинством (на западе и в центрально-северной части победили прогрессисты, а в большей части штатов — демократы). Тем не менее, неудача прогрессистов на этих выборах и отсутствие нового лидера вместо ушедшего Т. Рузвельта привели к упадку партии в течение следующего десятилетия (радикалы ушли к демократам, консервативно настроенные члены вернулись в республиканскую партию).

### Пятая партийная система
Великая депрессия привела к сокрушительному поражению президента-республиканца Г. Гувера и тем самым ознаменовала крах Четвёртой партийной системы. Пятая партийная система оформилась в 1933 году, после того как новый президент Ф. Д. Рузвельт сформировал так называемую «Коалицию нового курса» (англ. New Deal coalition), включавшую демократические партии штатов, так называемые «политические машины» (англ. Political machine), профсоюзы и входивших в них «синих воротничков» (англ. Blue-collar worker), меньшинства (расовые, этнические и религиозные), фермеров, белых южан (преимущественно бедных), безработных и либерально настроенную интеллигенцию. К сторонникам Рузвельта примкнули даже часть республиканцев. Успешная политика Рузвельта и созданная им «Коалиция нового курса» позволили демократам побеждать на президентских выборах 20 лет подряд, с 1932 по 1952 годы.
Начиная с 1930-х годов в американской политике начали широко использовать термин «либеральный», вначале для обозначения сторонников рузвельтовского курса, в то время как «консерваторами» обозначали их противников. Коалиция так и не была формально организована и её участники часто не соглашались с друг другом. Коалиция как правило придерживалась либеральных предложений во внутренних делах, но была менее единой в плане внешней политики и расовых вопросов. Окончательно коалиция развалилась во время выборов 1968 года, когда внутри Демократической партии произошёл раскол из-за войны во Вьетнаме.

### Шестая партийная система
Сформировалась в 1970-е гг. и существует в современном виде примерно до наших дней, хотя исследователи отмечают наметившийся в ней кризис уже в начале XXI в.
Демократическая и Республиканская партия по-прежнему занимают почти 100 % в политической системе, лишь изредка отдельные места в законодательных собраниях штатов или более низкого уровня достаются представителям других партий или независимым кандидатам. При этом, однако, изменилась конфигурация голосования: демократов устойчиво поддерживают западное побережье и Новая Англия (в 5-й партийной системе крайний северо-восток был республиканским), а республиканцы рассчитывают на твёрдую поддержку на юго-востоке и в центральных штатах. Колеблющимися являются штаты «ржавого пояса».
Начиная с 2000-х гг. на президентских выборах наблюдается устойчивая тенденция полярности двух партий по ключевым вопросам, при том, что разница между поданными за них голосами невелика; в двух случаях демократический кандидат набирал больше голосов в общенациональном голосовании, однако в коллегии выборщиков большинство имел республиканец (Дж. Буш-младший в 2000 г., Дональд Трамп в 2016 г.).

## Современная американская партийная система
Современная партийная система в Соединённых Штатах является двухпартийной, характеризуясь доминирующим положением Демократической и Республиканской партий. Эти две партии контролируют как Конгресс Соединённых Штатов, так и Законодательные собрания всех штатов. Также демократы и республиканцы выигрывают президентские выборы и в большинстве случаев выборы губернаторов штатов и мэров городов. Другие партии лишь время от времени добиваются небольшого представительства на уровне федеральном и штатах, чаще всего не имея возможности реально влиять на политику даже на местном уровне.
На президентских выборах с начала XX века маловлиятельные и в основном недолгоживущие «третьи» партии и силы лишь эпизодически добивались хотя бы относительно значительных результатов: второе место Прогрессивной партии в 1912 году (27 % голосов избирателей и 88 выборщиков), а также третьи места независимого кандидата Росса Перо в 1992 (19 % и 0 выборщиков), Прогрессивной партии в 1924 (17 % и 23 выборщика) и Независимой партии в 1968 (14 % и 46 выборщиков).

## Политические партии современности

### Демократическая партия
Демократическая партия является одной из двух основных политических партий в США. Это старейшая политическая партия в стране и одна из старейших в мире.
Со времён В. Вильсона Демократическая партия последовательно позиционирует себя более либеральной, чем Республиканская как в экономических, так и в социальных вопросах. Окончательно место демократов в левом центре зафиксировал Ф. Д. Рузвельт, который до сих пор имеет сильное влияние на американский либерализм. Позднее именно президент-демократ Л. Б. Джонсон предложил создать «Великое общество», в котором не будет бедности. Для этого он добился учреждения государственной медицинской страховки (Medicare), создания «учительского корпуса», введения программы жилищных субсидий нуждающимся семьям, программы «образцовых городов», новых мер по борьбе с загрязнением воды и воздуха, программы строительства улучшенных автомагистралей, увеличения выплат по социальному страхованию, улучшения положения в области медицинской и профессиональной реабилитации.
В первой половине XX века демократы, явно или неявно выступая за расовое разделение, пользовались поддержкой белого населения Юга. Но именно демократ Трумэн во второй половине 1940-х годов начал политику десегрегации на Юге, что привело к образованию движения «Диксикраты». В 1960-х годах другой президент-демократ Джонсон продолжил эту политику, приняв «Акт о гражданских правах» 1964 года, поставивший расовую сегрегацию вне закона. Тогда же республиканцы во главе с Барри Голдуотером, Ричардом Никсоном и Рональдом Рейганом начали проводить «южную стратегию». Всё это привело к формированию движения так называемых «демократов голубого пса», то есть демократов, голосующих как республиканцы, которые со временем всё больше отдалялись от партии в сторону более консервативной Республиканской партии.
По данным бюллетеня Ballot Access News, который периодически собирает и анализирует статистику по регистрации избирателей, демократы в феврале 2016 года продолжали оставаться крупнейшей политической партией США, насчитывая 41,34 млн зарегистрированных сторонников (40,60 % от числа зарегистрированных избирателей)..
Сейчас демократов поддерживают, в основном жители крупных городов США и густонаселённых приморских штатов, образованные избиратели занимающиеся интеллектуальной деятельностью с доходом выше среднего, рабочие крупных корпораций объединённые в профсоюзы, а также феминистки, правозащитные организации, расовые и сексуальные меньшинства. В наше время демократы поддерживают повышение налогов на богатых, увеличение социальных расходов госбюджета, развитие высокотехнологичных отраслей экономики и борьбу с загрязнением окружающей среды, отказ от экономического протекционизма, выступают в защиту сексуальных и расовых меньшинств, против ужесточения антиэмигрантских мер. В отличие от своих оппонентов из Республиканской партии демократы в большинстве своём против запрещения абортов и применения смертной казни, выступают за вмешательство государства, пусть и ограниченное, в экономические процессы, а также за ограничение права на владение и ношение огнестрельного оружия.

### Республиканская партия
Республиканская партия является одной из двух крупнейших современных политических партий в США. Её часто называют «Великой старой партией» (англ. Grand Old Party, GOP) и «Доблестной старой партией» (англ. Gallant Old Party). Основанная в 1854 году противниками распространения рабства на новые территории и в защиту интересов Севера, Республиканская партия доминировала на американской политической сцене с момента избрания А. Линкольна президентом. Партия сумела выиграть Гражданскую войну и спасла США от раскола. С 1860 и до 1932 года республиканцы лишь четыре раза уступали пост президента демократам. Монополия на власть привела к тому, что уже к концу XIX века в Республиканской партии разгорелась борьба внутренних фракций, сопровождаемая скандалами, связанными с коррупцией и непотизмом. Начиная с 1920-х годов Республиканская партия, ранее считавшаяся прогрессистской и более либеральной по сравнению с демократами, стала смещаться вправо, становясь постепенно более консервативной. Эти процессы усилились во времена «Нового курса» Рузвельта. Сегодня идеология Республиканской партии основывается на платформе американского консерватизма, а также на идеях экономического либерализма и социального консерватизма.
По данным бюллетеня Ballot Access News в феврале 2016 года республиканцы были второй по величине партией США, насчитывая 30,1 млн зарегистрированных сторонников (29,90 % от числа зарегистрированных избирателей). Основу электората партии составляют белые мужчины, преимущественно из небольших городов и сельской местности, предприниматели, дипломированные специалисты и управленцы, в основном из частного сектора, религиозные фундаменталисты из числа протестантов. В наше время республиканцы, в отличие от демократов, выступают за снижение налогов, усиление борьбы с нелегальной миграцией и сокращение легальной, свободное приобретение и ношение огнестрельного оружия, за нравственность и семейные ценности, в том числе против однополых браков и абортов, за экономический протекционизм и ограничение деятельности профсоюзов, поддерживают смертную казнь как меру наказания, увеличение военных расходов ради укрепления безопасности США. Одним из важнейших для традиционного республиканского электората принципов является «невмешательство государственных структур в экономические процессы и личную жизнь».

### Основные третьи партии

#### Либертарианская партия
Либертарианская партия была основана 11 декабря 1971 года. Партии удалось добиться значительных успехов на президентских выборах 1980 года, когда Эд Кларк набрал 921 128 голосов избирателей (1,06 %), за которыми последовал длительный период упадка, продлившийся около 30 лет. Однако во втором десятилетии 21 века в Америке начался подъем интереса к либертарианству, что привело к значительному росту поддержки Либертарианской партии, который продолжается и по сей день с нарастающими темпами. Как следствие, уже в 2012 году на президентских выборах Гэри Джонсон получил 1 275 804 голосов (0,99 %). А по результатам выборов 2016 года все тот же Джонсон набрал рекордное количество голосов — 4 488 919 (3,28 %), заняв третье место.
Идеология партии основывается на либертарианстве. Главное для либертарианцев — свобода личности, соответственно, они выступают за свободную рыночную экономику и свободную международную торговлю, мир и невмешательство в дела других стран, максимальную независимость гражданина и ограничение власти правительства, в том числе против запретов на аборты, однополые браки и (с оговорками) наркотики, а также минимально регулируемую миграцию. Кроме того, либертарианцы считают нужным сократить налоги и государственные расходы. Наиболее близка к Республиканской партии, нередко принимая в свои ряды республиканцев-диссидентов.
По данным бюллетеня Ballot Access News либертарианцы за последние 8 лет смогли увеличить количество своих зарегистрированных сторонников, сумев подняться с пятого места среди национальных партий США на третье. Если в октябре 2008 года у партии насчитывалось 240 328 сторонников (0,24 % из числа зарегистрированных избирателей), то в феврале 2016 года количество сторонников либертарианцев достигло 411 250 человек (0,40 %).

#### Партия зелёных
Первая в США партия зелёных была создана в 1980 году. Наибольшего успеха «зелёные» добились на президентских выборах 2000 года, когда выдвинутый партиями «зелёных» отдельных штатов популярный в стране адвокат и активист Ральф Нейдер набрал 2 883 105 голосов (около 2,7 %). В 2001 году сторонники Нейдера из числа членов разных «зелёных» партий и организаций США объединились, образовав Партию «зелёных» США (англ. Green Party of the United States), которая в настоящее время является основной национальной партией «зелёных» в стране.
«Партия зелёных» придерживается левоцентристских взглядов, основанных на «зелёной политике», социал-демократии, популизме и прогрессивизме, выступая в защиту окружающей среды, за социальную справедливость, равенство прав независимо от сексуальной ориентации и пола, пацифистскую внешнюю политику, государственный контроль над личным огнестрельным оружием граждан, а также за децентрализацию органов власти и развитие общественной экономики.
По данным бюллетеня Ballot Access News «зелёные» являются вторыми среди третьих партий США. На октябрь 2016 года её сторонниками зарегистрировались 242 023 человек (0,24 % из числа зарегистрированных избирателей). «Зелёные» не раз занимали выборные должности, но в основном на местном уровне, при этом большинство из них выигрывали голосования как беспартийные.

#### Конституционная партия
Конституционная партия была основана в 1992 году как Партия американских налогоплательщиков и с самого начала занимала консервативные позиции. В 1999 году партия поменяла название на Конституционную, тем самым показывая свою приверженность принципам американской Конституции и идеям отцов-основателей Америки.
Конституционалисты придерживаются правых взглядов, основанных на идеологии так называемого «палеоконсерватизма», представляющего совокупность консервативных политических принципов и религиозных ценностей. В вопросах внешней политики, экономики и ограничения роли государства близки к либертарианцам, зато в социальных вопросах разделяют взгляды религиозно-консервативного крыла Республиканской партии.
По данным бюллетеня Ballot Access News, Конституционная партия долгое время занимала третье место среди всех национальных политических партий США, но в последние восемь лет её численность сильно упала. В феврале 2012 года её сторонниками зарегистрировались 77 916 избирателей (0,08 % из числа зарегистрированных избирателей), в то время как в октябре 2008 года её сторонниками числились 438 222 американца (0,44 %). Наибольшего успеха на выборах конституционалисты добились на выборах президента в 2008 году, когда их кандидат Чак Болдуин собрал 199 750 голосов (0,15 %). В 2021 году количество членов партии составляло около 137 тысяч человек.

## Сравнение позиций партий по основным вопросам
В следующей таблице приведены официальные позиции пяти ведущих политических партий США и их совпадения с некоторыми политическими идеологиями чаще всего ассоциирующимися с этими партиями. Следует помнить, что не все члены партии согласны со всеми декларируемыми взглядами своей партии и могут проводить политику отличную от официальной точки зрения.
| Партия                                               | Партия                                                | Партия зелёных                           | Демократическая партия                                 | Либертарианская партия                      | Республиканская партия                                                  | Конституционная партия                             |
| ---------------------------------------------------- | ----------------------------------------------------- | ---------------------------------------- | ------------------------------------------------------ | ------------------------------------------- | ----------------------------------------------------------------------- | -------------------------------------------------- |
| Идеология                                            | Идеология                                             | - Социал-демократия - Зелёный либерализм | - Американский либерализм - Американский прогрессивизм | - Либертарианство - Классический либерализм | - Классический либерализм - Американский консерватизм - Неоконсерватизм | - Палеоконсерватизм - Либертарианский консерватизм |
| Вопросы сформулированы в виде изменений в статус кво | Ограничение абортов                                   | Нет                                      | Нет                                                    | Нет                                         | Да                                                                      | Да                                                 |
| Вопросы сформулированы в виде изменений в статус кво | Государственное финансирование избирательных кампаний | Да                                       | Нет                                                    | Нет                                         | Нет                                                                     | Нет                                                |
| Вопросы сформулированы в виде изменений в статус кво | Легализация однополых браков                          | Да                                       | Да                                                     | Да                                          | Да                                                                      | Нет                                                |
| Вопросы сформулированы в виде изменений в статус кво | Всеобщее здравоохранение                              | Да                                       | Да                                                     | Нет                                         | Нет                                                                     | Нет                                                |
| Вопросы сформулированы в виде изменений в статус кво | Более прогрессивное налогообложение                   | Да                                       | Да                                                     | Нет                                         | Нет                                                                     | Нет                                                |
| Вопросы сформулированы в виде изменений в статус кво | Ужесточение иммиграционных законов                    | Нет                                      | Да                                                     | Нет                                         | Да                                                                      | Да                                                 |
| Вопросы сформулированы в виде изменений в статус кво | Отмена смертной казни                                 | Да                                       | Нет                                                    | Да                                          | Нет                                                                     | Нет                                                |
| Вопросы сформулированы в виде изменений в статус кво | Легализация наркотиков                                | Да                                       | Нет                                                    | Да                                          | Нет                                                                     | Нет                                                |
| Вопросы сформулированы в виде изменений в статус кво | Ограничение владения огнестрельным оружием            | Да                                       | Да                                                     | Нет                                         | Нет                                                                     | Нет                                                |
| Вопросы сформулированы в виде изменений в статус кво | Невмешательство в дела других стран                   | Да                                       | Нет                                                    | Да                                          | Нет                                                                     | Да                                                 |
| Вопросы сформулированы в виде изменений в статус кво | Преференциальное голосование                          | Да                                       | Нет                                                    | Да                                          | Нет                                                                     | Да                                                 |